# Schwarzgepunkteter Winkerfrosch

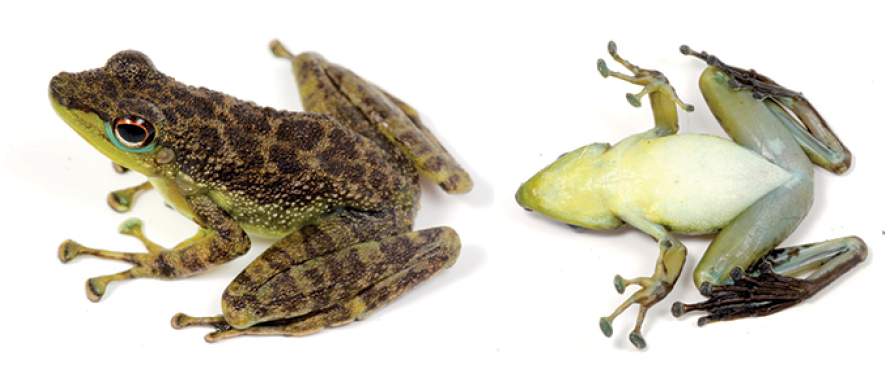
Ansicht der Ober- und Unterseite

Der Schwarzgepunktete Winkerfrosch (Staurois guttatus, griech. stauros = Kreuz, Pfahl, lat. guttatus = gefleckt, Syn.: Rana guttata.) ist eine Art der Gattung Winkerfrösche (Staurois) aus der Familie der Echten Frösche (Ranidae). Im Englischen wird er als Black-spotted Stream Frog (deutsch schwarz gepunkteter Flussfrosch) bezeichnet.
Die Art wurde erstmals 1858 von Günther als Ixalus guttatus beschrieben.

## Verbreitung
Der Schwarzgepunktete Winkerfrosch lebt endemisch auf Borneo und zwar sowohl in den malaiischen Bundesstaaten Sabah und Sarawak als auch im Sultanat Brunei und dem indonesischen Teil Kalimantan.
Er kommt bis in eine Höhe von etwa 1500 Meter vor. an findet ihn häufig an Wasserfällen in den hügeligen Regenwäldern Borneos. Die Art ist für die Rote Liste gefährdeter Arten der IUCN noch nicht untersucht worden.

## Habitat
Er bewohnt sowohl kleine als auch größere, felsige, kaskadische Bäche und Flüsse. Er sitzt häufig auf Felsen in der Prallzone von Wasserfällen.

## Merkmale
Männchen werden in der Regel etwas länger als 30 mm, Weibchen erreichen bis zu 55 mm. Der Körper ist gedrungen mit einer keilförmigen Schnauze.
Die Kaulquappen sind rötlich mit bläulichem Schillern. Ihre Augen sind klein und scheinen verkümmert zu sein. Sie sind hochspezialisiert auf die dicken Laubhaufen in Gezeitenpools am Rand von Flüssen als Lebensraum. Sie ähneln den Kaulquappen des südamerikanischen Glasfrosches (Centrolenidae).

## Verhalten
Der Schwarzgepunktete Winkerfrosch ist tagaktiv. Nachts findet man ihn meist auf kleinen Bäumen ruhend, bevorzugt einen Wasserfall überhängend.

### Winken
Der Schwarzgepunktete Winkerfrosch ist neben Staurois tuberilinguis eine von zwei Arten der Gattung Staurois, die visuelle Kommunikation betreiben. Grund dafür sollen die lauten Umgebungen von Wasserfällen oder Stromschnellen sein, an denen sie sich bevorzugt aufhalten, die eine akustische Kommunikation zu stark erschweren. Diese Art der Verständigung ist mittlerweile von 15 Froscharten aus fünf Familien (Hylidae, Leptodactylidae, Micrixalidae, Myobatrachidae, Ranidae) bekannt und unabhängig voneinander entwickelt worden. Sie wird sowohl von Männchen als auch von Weibchen betrieben.
Diese Art der Kommunikation kann erfolgen durch Anheben eines oder beider Beine, langsames Ausstrecken nach außen und hinten in einem Bogen und anschließendes Zurückführen an den Körper. Dabei werden die gefärbten Schwimmhäute sichtbar. Von allen anderen Fröschen wird dieses Signal rasch erkannt.
Das Repertoire an Bewegungen ist dabei sehr vielfältig. Es besteht auch aus Fußwinken, -heben oder -trommeln, Armwinken, Maulöffnen oder Schallblaseninflation ohne Lautgebung. Nach dieser Verhaltensweise werden die betreffenden Arten auch Winkerfrösche (engl. Foot-Flagging Frogs) genannt.
Laute werden nur ausgestoßen, um den Ort des rufenden Frosches zu signalisieren und Aufmerksamkeit auf das folgende optische Signal zu lenken.